# Hugh John Llewellyn Beadnell
Hugh John Llewellyn Beadnell (* 14. Oktober 1874; † 2. Januar 1944 in London) war ein britischer Entdecker und Kartograf.
Er war der zweite Sohn von C.E. Beadnell. Er heiratete 1904 May Grace Thomson.
Nach seinem Studium am King’s College London und der Royal School of Miners trat er in die britische Armee ein. Im Rahmen des Geological Survey of Egypt (1896 bis 1906) kartografierte er weite Teile des Niltals und des ägyptischen Teils der Libyschen Wüste, teilweise gemeinsam mit John Ball. Nach militärischen Aufenthalten in Kanada und im Mittleren Osten kartografierte er 1921 bis 1925 den Sinai und die Küste des Roten Meeres, und von 1927 bis 1932 erneut die Libysche Wüste.
Seine Beiträge zur Geografie, aber auch zur Fauna der Libyschen Wüste sind von herausragendem Wert, was ihm zahlreiche Auszeichnungen der Geological Society und der Royal Geographical Society eintrug.

## Publikationen
- Beadnell, Hugh John Llewellyn, Farafra Oasis: Its topography and geology, Kairo, 1901. – (Egyptian Geological Survey Report; 1899,3).
- Beadnell, Hugh John Llewellyn, Dakhla Oasis. Its topography and geology, Kairo, 1901. – (Egyptian Geological Survey Report; 1899,4).
- Ball, John; Beadnell, Hugh John Llewellyn, Baharia Oasis: Its topography and geology, Kairo: National Print. Dept., 1903.
- Beadnell, Hugh John Llewellyn, The topography and geology of the Fayum province of Egypt, Cairo : National Print. Dept., 1905
- Beadnell, Hugh John Llewellyn, An Egyptian Oasis. An account of the oasis of Kharga in the Libyan dessert, with special reference to its history, physical geography, and water supply. – London, 1909.
- Beadnell, Hugh John Llewellyn, The Wilderness of Sinai ; A record of 2 years' recent exploration, London: Arnold, 1927.